# Menno Wigman

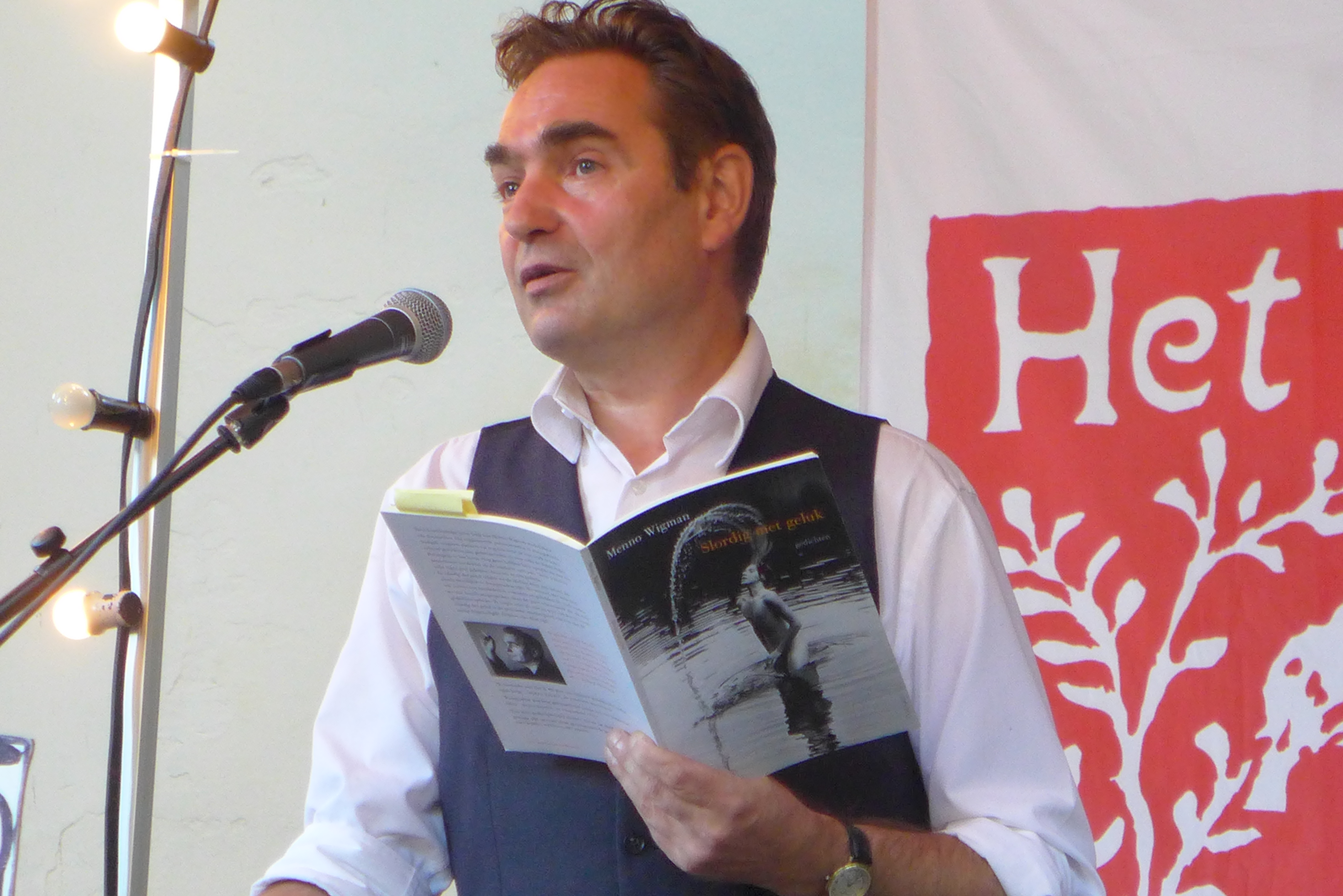
Menno Wigman 2016 in Deventer

Menno Wigman (* 10. Oktober 1966 in Beverwijk; † 1. Februar 2018 in Amsterdam) war ein niederländischer Dichter und Übersetzer.

## Leben und Werk
Menno Wigman wuchs in Santpoort (Velsen) auf und besuchte dort das Felisenum Gymnasium, wo er sich früh für die Poesie begeisterte. 1985 schrieb er zwei Gedichte, die von seinem Lehrer für Alte Sprachen, William Kramer, in einer limitierten Auflage mit Linolschnitt von Lex ter Braak herausgegeben wurden. Im Laufe der Jahre erschienen sechs Ausgaben. 1984 zog Wigman nach Amsterdam.
Sein offizielles Debüt erschien 1997 unter dem Titel „'s Zomers stinken alle steden“ (Im Sommer stinken alle Städte). Das Werk wurde gut aufgenommen und bald nachgedruckt. Fünf Jahre später erschien „Zwart als Kaviar“ (Schwarz wie Kaviar), wofür er den Jan-Campert-Preis erhielt. 2004 erschien „Dit is mijn dag“ (Das ist mein Tag).
2005 verbrachte Wigman drei Monate als Dichter an der psychiatrischen Anstalt Willem Arntsz Hoeve in Den Dolder, wo er ein 2006 veröffentlichtes Tagebuch führte. Aufzeichnungen über seine Erlebnisse während seines Aufenthalts finden sich auch in seinem Werk „De wereld bij avond“ (Die Welt am Abend). Im März 2009 erschien „De droefenis van copyrettes“ (Die Traurigkeit von Copyshops), eine Auswahl seiner eigenen Arbeit. Im Januar 2012 erschien „Mijn naam is Legioen“ (Mein Name ist Legion bzw. Mein Name sind viele). Am 26. Januar 2012 folgte seine Ernennung zum Stadtdichter von Amsterdam.
Wigman war Redakteur der Literaturzeitschrift Zoetermeer und war auch an den Zeitschriften Ink!, Awater und Kinbote beteiligt. Er übersetzte Gedichte von Charles Baudelaire, Thomas Bernhard, Else Lasker-Schüler und Rainer Maria Rilke, Leopold Andrian und Gérard de Nerval. Seine Arbeiten wurden unter anderem ins Englische, Deutsche und Französische übersetzt. Auf Deutsch ist der Auswahlband Im Sommer stinken alle Städte (Köln 2016) erschienen.
Im Jahr 2014 machten sich gesundheitliche Problemen bemerkbar. Sein Herz arbeitete nicht mehr richtig, wahrscheinlich bedingt durch eine Reaktion auf eine Allergie in seiner Jugend. Menno Wigman starb im Jahr 2018 im Alter von 51 Jahren im medizinischen Zentrum der Freien Universität in Amsterdam.

## Werk (Auswahl)
- 1984: Van zaad tot as
- 1985: Two poems
- 1997: 's Zomers stinken alle steden
- 2001: Zwart als kaviaar
- 2002: Rust niet
- 2003: Het licht is als het licht
- 2004: Dit is mijn dag
- 2006: De wereld bij avond
- 2007: Het gesticht. Drie maanden Den Dolder
- 2009: De droefenis van copyrettes. Keuze uit eigen werk
- 2010: Red ons van de dichters
- 2012: Mijn naam is Legioen
- 2014: Harde modder
- 2016: Slordig met geluk

## Übersetzungen
- 2016: Im Sommer stinken alle Städte, parasitenpresse, ISBN 978-3-947676-08-8.

## Auszeichnungen
- 2002: Gedichtendag-Preis für Misverstand und Zwart als kaviaar
- 2002: Jan-Campert-Preis für Zwart als kaviaar
- 2012: Awater-Poesiepreis für Mijn naam is Legioen
- 2015: A. Roland Holst-Pfennig für kontinuierliche Qualität im Gesamtwerk
- 2018: Ida-Gerhardt-Poesiepreis für Slordig met geluk (postum)